# Tales From The Twilight World
Tales from the Twilight World és un àlbum musical elaborat el 1990 pel grup de power metal i speed metal alemany Blind Guardian. La caràtula fou feta per l'artista Andreas Marschall qui ja havia participat d'altres creacions del mateix grup com ara les portades dels àlbums: Somewhere Far Beyond, Nightfall in Middle-Eart, etc. Va ésser remasteritzat i reeditat el 15 de juny del 2007 amb pistes addicionals.

## Llista de pistes
1. "Traveler in Time" – 5:59
2. "Welcome to Dying" – 4:47
3. "Weird Dreams" – 1:19
4. "Lord of the Rings" – 3:14
5. "Goodbye My Friend" – 5:33
6. "Lost in the Twilight Hall" – 5:58
7. "Tommyknockers" – 5:09
8. "Altair 4" – 2:26
9. "The Last Candle" – 5:59

- Pista addicional del disc Japonès

10. "Run for the Night" (Live) – 3:39
- Pistes addicionals de la reedició del 2007

11. "Lost in the Twilight Hall" (Demo Version)
12. "Tommyknockers" (Demo Version)